# Décès en avril 1912
Décès
- 1908
- 1909
- 1910
- 1911
- 1912
- 1913
- 1914
- 1915
- 1916

Pour une information complémentaire, voir la page d'aide.

| Date     | Nom               | Pays             | Activités       | Âge | Source |
| -------- | ----------------- | ---------------- | --------------- | --- | ------ |
| 13 avril | Takuboku Ishikawa | Drapeau du Japon | Poète japonais. | 26  |        |